# Kanton Le Loroux-Bottereau
Le Loroux-Bottereau is een voormalig 
kanton van het Franse departement Loire-Atlantique. Het kanton maakte deel uit van het arrondissement Nantes.

## Gemeenten
Het kanton Le Loroux-Bottereau omvatte de volgende gemeenten:
- Barbechat
- La Boissière-du-Doré
- La Chapelle-Basse-Mer
- La Remaudière
- Le Landreau
- Le Loroux-Bottereau (hoofdplaats)
- Saint-Julien-de-Concelles